# 仙波家信
仙波家信（日语：／ Senba Ienobu）是一名日本平安時代末期武士，通稱仙波七郎，為仙波氏的始祖。他是山口家繼的兒子，家俊（六郎）的弟弟，同時也是仙波信平、安家和家行的父親。

## 生平
仙波家信隸屬於武藏七黨之一的村山黨，是武藏國入間郡仙波（現今埼玉縣川越市仙波町）的一族，定居於仙波並以地名作為家族姓氏。
在保元之亂中，他與同屬村山黨的金子家忠（十郎）、山口家俊等人一同效力於後白河天皇陣營，追隨源義朝參戰。他斬下敵軍大矢新三郎的左肩，並參與攻擊崇德上皇的白河殿，立下戰功。
到了源平合戰時期，根據《吾妻鏡》等史料，記載了其子信平、安家等人的活動，但有關家信本人的生死和消息則不明。